# Schönkirchen
Schönkirchen est une commune allemande du Schleswig-Holstein, située dans l'arrondissement de Plön, à sept kilomètres à l'est de Kiel. Depuis 2007, Schönkirchen fait partie de l'Amt Schrevenborn dont le siège est à Heikendorf.

## Jumelages
- Brüel (Allemagne) depuis 1990
- Schönkirchen-Reyersdorf (Autriche) depuis 1999